# Cedar Creek (Arizona)
Pour les articles homonymes, voir Cedar Creek (homonymie).
Cedar Creek est une census-designated place du comté de Gila, dans l'État de l'Arizona, aux États-Unis. En 2020, elle compte une population de 372 habitants.